# 婚姻介紹所
婚友社，又稱婚姻介紹所或婚介所（英語：Dating agency），是指協助想結婚或結交戀人的人達成目的，並賺取服務費用的社團或組織。一般該類組織會用資料配對，舉辦求偶活動等方式來促成交友和婚姻。

## 各國概況

### 日本
因社會壓力大，適婚年齡層之男女多忙於工作，無法拓展生活圈，另一方面也是從近代至今日本透過相親娶到好媳婦的父母大有人在，因而透過婚友社配對，還是日本主要的交友管道。

### 台灣
大部分理由與日本相近，社會壓力較大。政府自從2001年以來，政府積極推廣結婚、生小孩等措施，其中一項就是聯誼活動，先有聯誼交友，才有機會增產報國。目前政府各局處機關每年舉辦上百場聯誼活動，活動當中也搓合不少單身男女，成效非常不錯。但一般大眾多不清楚這些聯誼活動何時公告、何時報名，因為政府機關通常只會以公文方式，通知政府各單位及部分有來往之民間機構，若一般民眾想要報名交友聯誼活動，可查詢每年固定會去承攬中央機關未婚聯誼活動之廠商。但台灣人較為害羞，認為通過配對活動找結婚對象是自己能力不足所導致，所以在台灣透過婚友社交友的狀況較不盛行。

### 香港
香港婚姻介紹情況有別於日本或台灣。政府雖然曾鼓吹市民多生育甚至「生三個」，但沒有任何支援聯誼活動或婚姻介紹所，香港的婚姻介紹所均為獨立經營。香港獨特的情況是女多男少，且傾向遲婚。在香港，婚姻介紹所大多以單對單配對及極速配對形式進行，前者一般年紀、職位及收入較高，後者則較年青。